# 日高ゆりあ
日高 ゆりあ（ひだか ゆりあ、1983年9月4日 - ）は、日本のAV女優、舞台女優。
バンビプロモーション所属。パラダイステレビでアナウンサーも担当していた。「青山ひより」名義の作品もある。

## 略歴・人物
2004年、『恥ずかしいコト。日高ゆりあ』（アウダースジャパン）でAVデビュー。
2006年7月、『東京タワー』で歌手デビュー。
同じ元AV女優の宮地奈々や藍山みなみ、一色ほなみとは大親友で共演作も多い。宮地とは「ゆりあ&みやちぃ」というユニットを結成し、ブログを共同で開設していた。
2008年からはピンク映画や舞台劇に出演している。

## 出演作品

### アダルトビデオ
2004年
- 恥ずかしいコト。（3月18日 アウダースジャパン） ※デビュー作
- 喉の奥までチンポをブチ込め! 6（5月1日 ワンズファクトリー）
- ロリ好き（6月10日 ドグマ）
- 凌辱エロメス（6月18日 ワイルドサイド）
- 手コキビューティークリニック（7月8日 SODクリエイト）
- 私立淫語ピンサロ学園高等部（7月22日 SODクリエイト）
- イカせ続けると女はどーなるのか?（8月1日 ワンズファクトリー）
- 女子校生監禁凌辱 鬼畜輪姦47（8月8日 アタッカーズ）
- 看護婦さん（9月1日 ワンズファクトリー）
- 女子校生強制中出し 3（9月15日 隼エージェンシー）
- オナニスト ［第八章］（9月15日 隼エージェンシー）
- こだわりの手コキ 26人の手コキ嬢（10月14日、隼エージェンシー）
- レースクイーンとカメラ少女（10月21日 ハンドメイドビジョン）
- ももねこてぃ〜んず（11月24日 ワールドユニティ）
- 集団女子高ジャック（12月10日 ドグマ）
- 黒髪女子校生（12月10日 ビッグモーカル）
- フェラコレ2004 フェラマニア完全保存版 40人のフェラジェンヌ（12月15日、隼エージェンシー）
- FETCH&EROTIC 黒Stocking（12月24日 笠倉出版社）
- コスプレ女子校生リターンズ（12月24日 TMA）

2005年
- メイドさん（1月1日 ワンズファクトリー）
- パイパン娘。パイパン大運動会（1月8日 カルマ）
- ダブルアナルトランスDX（1月10日 ドグマ）
- オナニスト ［第九章］（1月15日 隼エージェンシー）
- 元祖!女子校生痴女集団にオモチャにされてみませんか?（2月10日 ドグマ）
- 淫語オナニー愛好家（2月16日 ガッツ）
- こだわりの手コキ 39人の手コキ嬢（2月17日、隼エージェンシー）
- 大人になりたくて…（3月4日 SODクリエイト）
- 蛇縛の拷問折檻4 -激辱の傷跡-（3月8日 アタッカーズ）
- ロリぱい（3月8日 カルマ）
- 少女達の協奏曲 -ソナタ-（4月20日 映天）
- 妹はあまえんぼう 特別編 ゆりあ&みやちぃ（4月23日 レイディックス）
- 無毛少女（5月4日 SODクリエイト）
- 集団病棟ジャック（5月15日 ドグマ）
- オナニーナビゲーション コスプレ編（5月16日 ガッツ）
- 女子校生レイプ 犯されまくる9人の女子校生（5月18日 隼エージェンシー）
- 生エロ素人 vol.03 （5月19日　姦姦倶楽部）
- 変態姉妹 ハメて味比べ、ロリ顔姉妹姦（6月3日 タカラ映像）
- 真 メイドバトル 3（6月17日 メディアアーツ）
- フェラマニア 25人のおしゃぶり姫（6月15日、隼エージェンシー）
- 第2回ドキッ!女だらけのTバック水泳大会（7月7日 V&Rプロダクツ）
- 第2回ドキッ!女だらけのTバック水泳大会の裏側全部見せます（7月7日 V&Rプロダクツ）
- 第2回ドキッ!女だらけのTバック水泳大会 水中カメラ「イルカ君」編（7月7日 V&Rプロダクツ）
- 酔娘伝（7月15日 桃太郎映像出版）
- 女子高生痴女学園 2（7月15日 タカラ映像）
- レズまみれ（7月22日 シネマジック）
- 体感ファックif...35 熱血orおませ（8月5日 桃太郎映像出版）
- 女子校生れず 先輩と私 67（8月12日 U&K）
- Super Peach Pictures（9月22日 桃太郎映像出版）
- 超・強制レイプマニアックス 3（9月23日 デジタルバンク）
- ふたりぼっちの修学旅行（9月30日 KUKI）
- 行列のできる老人ホーム 2（10月14日 SEP VIDEO）
- ツラ汚し（10月15日 ワープエンタテインメント）
- 制服着たままFUCK 2（10月28日 TMA）
- エスを狙え!（10月30日 レックオーバー）
- 素人お嬢さん! 新婚体験と称して裸エプロンで料理して下さい!!（11月4日 SODクリエイト）
- レイプ常習犯II 強姦された9人の女たち（11月11日 隼エージェンシー）
- THE FETISH OF 女子校生黒タイツ スペシャル（11月18日 HRC）
- 爆濡れ Wetギャル 5（11月18日 サンクチュアリ）
- ぬるぬる天国 〜WET&MESSYスペシャル〜 ほとんど巨乳（11月24日 レイデックス）
- 巨乳未亡人（11月25日 マドンナ）
- チンポを見たがる女たち20 特別編 みやすのんき学園スペシャル（12月1日 MOODYZ）
- ニューレズビアンパラダイス01（12月5日 インディーズ2）
- 行列の出来るロ●ータ肉便器（12月13日 マルクス兄弟）
- FREEDOM 妹にイジメられて… 顔騎放尿（12月13日 フリーダム）
- FREEDOM 妹にイジメられて… 脚責め（12月13日 フリーダム）
- FREEDOM 妹にイジメられて… 股間責め（12月13日 フリーダム）
- 東京交尾天国 act.10 日高ゆりあ登場（12月16日 無敵屋）
- レズ人形遊戯 コスプ・レ・ズ vol.5（12月16日 U&K）
- 中○生レズ3人 同級生のワレメ（12月21日 ロータス）

2006年
- 18禁 痴漢陵辱女学園（1月4日 SODクリエイト）
- Dolls 〜求愛〜 [大切な玩具]（1月10日 ドリームチケット）
- 痴女サミット（2月4日 アキノリ）
- 美少女ゆりあ〜美畜天使への教え（2月13日 グローリークエスト）
- 縄M女優 コレクション2（2月15日 ドグマ）
- 鬼畜系ハメ撮り制作委員会 File.7 「騙して中出し!!」 ゆりあ22歳（2月24日 U&K）
- レズサミット（3月4日 アキノリ）
- AD-1クライマックス（3月19日 ドグマ）
- 川崎軍二シリーズ 逃げた花嫁（3月24日 グラフィティジャパン）
- S級女子校生軍団が素人男を強制連行(笑）（4月6日 甲斐正明事務所(ブリット））
- KARMAファン感謝祭 ロリロリバスツアー（4月13日 カルマ）
- SHIRUフレンズ（4月19日 エムズビデオグループ）
- 女子高生限定・20人・スケる制服!ヌレた太もも!制服ビチョ濡れ・水泳大会!!（5月4日 ディープス）
- ロリはめ 4（4月28日、I.B.WORKS）
- 転校したら男は僕一人ぼっちだった…。 2（5月4日 アキノリ）
- 第1回 お色気ムンムン ソフト・オン・デマンド専属MC(司会者）発掘オーディション!!（6月8日 SODクリエイト）
- ヌキどころ一気に見せます!パイパン大運動会総集編+未公開オフショット（5月13日 カルマ）
- 中○生淫行中出し（5月17日 ロータス）
- これが噂の痙攣酒漬け 酔淫倶楽部 レズバージョン Disc.2（5月18日 ナチュラルハイ）※ゆりあとして出演
- 強盗に犯された白い肌（5月25日 ホットエンターテイメント）
- 巨乳美人広報部員対抗 体当たりCM合戦!!（6月8日 SODクリエイト）
- 騎痴女 Volume.003 乗りたがりの女たち（7月11日 アルファーインターナショナル）
- 背面座位 4時間撮り下ろしSPECIAL（7月29日 ビッグモーカル）
- SOD的性教育番組（8月17日 SODクリエイト）
- 集団メイドカフェジャック（8月19日 ドグマ）
- 恐縮です!梨元勝のマスコミ面接（8月25日 ホットエンターテイメント）
- 夢のメイド御殿 2（9月1日 MOODYZ）
- 恐縮です!芸能界で本当にあった話（9月25日 ホットエンターテイメント）
- スーパーヒロイン危機一髪!!Vol.08（10月13日 GIGA）
- KARMA2周年特別企画 どっちがエロいんでSHOW!（10月13日 カルマ）
- 痴女GALサークル2〜女30人淫行通学バス〜（11月1日 ヴィ）
- 地上波では絶対見れないアダルトビデオバラエティ Kさま!!（11月13日 カルマ）
- 女同士のルージュの世界 〜狂い乱れて咲く女たち（11月17日 アルファーインターナショナル）
- 絞め滲む喉頸の皮膜を縮めて 03（12月10日 幻奇）
- 人気AV女優 日高ゆりあ/若葉ひなのロリ&コギャル妹2人組が出会いサイトで素人くんをゲット! オモチャにしちゃうゾ…（12月13日 P☆MAX）
- ゆりあとなな（12月18日 STARDUST CRUSADERS）
- 人魚戦隊マリンファイブ<陵辱編>（12月22日 GIGA）
- 人魚戦隊マリンファイブ<討伐編>（12月22日 GIGA）

2007年
- 夢のメイド御殿 至極のご奉仕乱交（1月1日 MOODYZ）
- 爆弾リンチ（1月5日 アイエナジー）
- 超[チョ〜]お宝 VOL.02（1月15日 ワープエンタテインメント）
- ブラック・ゆりあ（1月19日 ドグマ）
- 貧乏フェチ 切ないエロだ!（1月25日 レイディックス）
- みんなのみやちぃ 宮地奈々引退（1月25日 レイディックス）
- コブ縄×オナニー 2（2月2日 映天）
- [日高ゆりあ]を散々嬲って連続アクメ地獄（2月13日 カルマ）
- 発情ポルノ顔（2月19日 ドグマ）
- オンナ好きの皆さ〜ん!元女子プロレスラーとオイルレスリングしませんか。（2月22日 LADY×LADY）
- おしゃぶり予備校 3（3月2日、映天）
- 私の処女喪失（3月9日 ながえスタイル）
- 萌えっ娘ぶっかけ（3月25日 BRAVO）
- 子供っぽい18才 ナマナマしいエロスの性（3月25日(レンタルのみ） FAプロ）
- ふたなり禁断のトリプルレズ（4月15日 イマージュ）
- キレイナウンチ 排泄!グラビアアイドル 青山ひより（4月21日 レイディックス）※青山ひよりという名前で出演
- ワキズリすぺしゃる part1（4月25日 BRAVO）
- ヒステリックエクスタシー 萌えロリ（5月10日 大洋図書）
- 接吻の輪舞曲（5月10日 AVS）
- 妹アヌス三姉妹（5月19日 クロス）
- 緊縛スペシャル 14（5月25日 ディーケー・プロダクション）
- バイブの虜24（6月1日 プールクラブ）
- TOPLESS BLOW VOL.1（6月8日、SUPER SONIC SATELLITES）
- 変な女02（6月16日 ルミナス企画）
- 母乳家族レズビアン ミルクママと甘えんぼ。（6月19日 クロス）
- 縄・7人のM女（6月19日 ドグマ）
- ソフト・オン・デマンド女子社員VSオレンジ通信女編集部員 ドキッ!丸ごと下着 女子社員だらけの水泳大会 THE ゴージャス（7月5日 SODクリエイト）
- レイプ!無人島サバイバー 捕まったら最後 LAST シーズン1（7月5日 サディスティックヴィレッジ）
- 私たちが7人の競泳水着レディーです。（7月19日 LADY×LADY）
- ふたなりレズ凌辱（7月19日 ドグマ）
- 緊縛スチール撮影 23（7月25日 ディーケー・プロダクション）
- ふたなりオナニー（8月10日 映天）
- 32人の乳もみインタビュー 4時間（8月10日 TMA）
- コスプレっ娘・デリバリー!!（8月25日 TMクリエイト）
- 本当にあった生保レディーの訪悶犯売 4（8月25日 TMクリエイト）
- 虐待拷問・ドラッグ 近親相姦ヨダレ姉妹（9月19日 ドグマ）
- スパルタレズビアン女子少年院（9月19日 クロス）
- 性感ch 性感マッサージを受ける女優たち（9月19日 BRAVO）
- 東京デートスポット 可愛い素人娘と巡るエロエロデートコース（9月21日 TMクリエイト）
- 淫靡に襲い鰻と泥鰌が狂気（10月1日 幻奇）
- いたいけな女子校生（10月7日 BRAVO）
- 義母を力ずくで犯す息子たち 義父に力ずくで犯される娘たち（10月10日 FAプロ）
- SEXの匂いがする女たち（10月10日 FAプロ）
- 特選! 熟女カーニバル（10月13日 BRAVO）
- ヘンリー塚本の 世界一卑猥な接吻とSEX（10月10日 FAプロ）
- ディルドで遊ぶ女優たち（11月19日 BRAVO）
- Lesbian Life 2（12月7日 U&K）
- パイパン娘30人 パイパン大運動会（12月13日、カルマ）

2008年
- 女子校生スペシャル!!（1月25日 TMクリエイト）
- あってはならない肉体関係 淫乱家族相姦図（2月13日 FAプロ）
- レズオナ。VOL.1（2月15日 U&K）
- 本当にあった生保レディーの訪悶犯売 (秘）契約術2（2月25日、TMクリエイト）
- 禁じられた性 禁親相姦 義理の姪は上つきマ○○ はめやすい やりやすい 義父とも兄とも叔父ともする妹（3月10日 FAプロ）
- レズビアンエロス 熟女と娘のチ○ポと花びら（3月25日 ながえスタイル）
- 裏SSSGPグランプリ レズビアン Vol.01（3月28日 SUPER SONIC SATELLITES）
- 償い 〜つぐない〜 2（4月25日 ながえスタイル）
- ロ●ータアナルいぢめ（5月9日、I.B.WORKS）
- 制服美少女の股間（5月23日、無敵屋）
- 弱肉強食 アニマルプロレスリング vol.2（5月23日、SUPER SONIC SATELLITES）
- Piss Endurance LOVER No.01（5月23日、SUPER SONIC SATELLITES）
- 逝キ地獄 6（9月27日、BabyEntertainment）
- 緊縛イラマチオ2 10人の口便器女（12月1日、ワンズファクトリー）

2009年
- 夢のメイド御殿 3（2月1日 MOODYZ）
- ゲロ浣腸 Mドラッグ（2月19日 ドグマ）

2010年
- 〜SSSGP2ndSeason〜SSS CHRONICLES ＷＡＲ Vol.05（10月29日、SUPER SONIC SATELLITES）
- 美少女達の関節技地獄（12月24日、SUPER SONIC SATELLITES）

2011年
- グー○ンヌーボ ~偽番組収録にホイホイやってくるような素人娘たちは、エロガールズトークそのままのシチュエーションを用意すれば簡単に股をひらく!~（3月5日、ATOM）
- 廃少女録 この女バカヤロー AV女優 日高ゆりあ（7月13日、妄想族ブラックレーベル）
- サディスティック秘書5 絶対服従M男嬲り（8月25日、未来フューチャー）
- SSS TITLE MATCH Vol.02（9月2日、SUPER SONIC SATELLITES）
- レズレイプ RETURNS2 （9月15日、ジャネス）
- 喪服レズ姉妹 ふたりだけの聖域（10月31日、コンマビジョン）
- 白水家ニューハーフ物語 彩瀬まいのデカペニクリが義母達に犯される強制5射精!!（12月25日、TRANS CLUB）
- 侵略者 〜INVADER〜 Vol.02 （12月30日、SUPER SONIC SATELLITES）

2013年
- 失神決着バトルMIX1 女帝完全敗北編（7月5日、BATTLE）

### オリジナルビデオ
- 萌えキュン@MOVIE 恋するメイドカフェ
- くりいむレモン またの日の亜美（2006年7月21日、フルメディア）
- サギ師の花道（2006年10月4日）
- ゴースト・オブ・ザ・デット（2007年11月9日、JVD）
- 女子競泳反乱軍（2007年12月25日、GPミュージアムソフト）
- プロスタイルバトル王道伝承　vol.03 (2013年6月21日、バトル）
- Fighting Girls Volume.8 2013.8.10 Angel vs Devil (2013年10月11日、ファイティングガールズ）

### ピンク映画
- 喪服レズビアン 恥母と未亡人（2006年1月20日公開、Xces Film）
- 昭和エロ浪漫 生娘の恥じらい（2006年4月8日公開、オーピー映画）
- 熟女・人妻狩り（2006年6月9日公開、新東宝映画）
- 弁護士の秘書 奥出しでイカせて（2006年7月14日公開、オーピー映画）
- 美姉妹レズ 忌中の日に…（2006年8月11日公開、Xces Film）
- ホスト狂い 渇かない蜜汁（2006年10月13日公開、オーピー映画）
- レンタルお姉さん 欲望家政婦（2006年12月22日公開、Xces Film）
- 痴漢電車 濡れ初めは夢心地（2006年12月29日公開、オーピー映画）
- 婚前乱交 花嫁は牝になる（2007年2月9日公開、新東宝映画）
- 続・昭和エロ浪漫 一夜のよろめき（2007年5月4日公開、オーピー映画）
- 誘惑 あたしを食べて（2007年12月7日公開、新東宝映画）
- 半熟売春 糸ひく愛汁（2008年2月5日公開、オーピー映画）
- 喪服妻と老人 昇天奥義（2008年2月29日公開、Xces Film）
- 超いんらん やればやるほどいい気持ち（2008年3月28日公開、新東宝映画）
- 未亡人民宿 美熟乳しっぽり（2008年5月16日公開、オーピー映画）
- 妖女伝説 セイレーンX 〜魔性の誘惑〜（2008年5月24日公開、新東宝映画）
- 痴漢の手さばき スケベ美女の喘ぎ顔（2008年10月3日公開、オーピー映画）
- CA発情フライト 腰ふりエッチ気流（2008年10月17日公開、オーピー映画）
- 本番オーディション やられっぱなし（2009年1月30日公開、新東宝映画）
- エッチな襦袢 濡れ狂う太もも（2009年2月13日公開、オーピー映画）
- 人妻痴情 しとやかな性交（2009年10月30日公開、オーピー映画）
- 婚前生だし 未熟な腰つき（2011年10月公開、オーピー映画）
- 痴漢電車 ゆれ濡れる桜貝（2011年12月公開、オーピー映画）
- 人妻 〜許されない関係〜（2012年、マーメイド、友松直之監督）
- 婚前OL　不埒に濡れて（2012年10月公開、池島ゆたか監督）
- 熟女の色香　豊潤な恥蜜（2013年5月公開、池島ゆたか監督）

### 舞台
- 超新星オカシネマ「どん底2008」（2008年12月、池ノ上シネマボカン）
- 超新星オカシネマ「小鳥の水浴」（2009年9月、池ノ上シネマボカン）
- 発条ロールシアター第3回公演「ワンドロップ」（2010年4月1日-4日、新宿タイニイアリス）
- 発条ロールシアター第4回公演「ミストレイン」（2010年9月17日-20日、新宿タイニイアリス ）
- 発条ロールシアター第5回公演「オーガッタジャ!」（2011年3月10日-13日、新宿タイニイアリス ）
- アフリカ座VIVID COLOR vol.3「サリー【s'æli】」（2011年5月20日-23日、TACCS1179）
- 発条ロールシアター2011秋公演「ファンタステカ」（2011年9月29日-10月2日、新宿タイニイアリス）
- 発条ロール+(プラス)「no title～ノータイトル」（2012年1月19日-22日、新宿タイニイアリス）
- アフリカ座VIVID COLOR vol.4「Re:born〜リボン〜」（2012年2月11日-14日、TACCS1179）
- 発条ロールシアター第7回公演「セイルオフ」（2012年4月12日-15日、新宿タイニイアリス）
- u-you.company 10th STAGE「真義-マギ-」（2012年5月25日-6月3日、geki地下リバティ）
- アフリカ座VIVID COLOR vol.5「メティス～Metis～」（2012年9月8日-11日、TACCS1179）
- Pink Punk Pamper（2013年3月27日-3月3日、中野MOMO）[2]

## 書籍
- 脱ぐしか選択肢のなかった私。（2006年6月30日発売、英知出版、ISBN 4-7542-2067-6） - 他収録女優 天衣みつ、姫川麗、白鳥あきら、紅音ほたる、浜崎リオン、美神ルナ、藍山みなみ、小林かすみ、三上翔子、若葉かおり
- カルテ通信Vol.52 （2013年03月01日発売、三和エロティカ、PDF-KRT-00052）

## 音楽CD
- 東京タワー　（2006年7月26日発売、Sexual Kiss Record）

## テレビ出演

### ドラマ
- Xenos 見知らぬ人 （2007年、テレビ東京） - 秘密クラブXenosオークション嬢 役
- 鬼嫁日記 いい湯だな（第2作）

### イベント
- ゆりあナイトVOL.5 （2009年12月5日）日高ゆりあ主催による集まった金額全てを日本エイズストップ基金に寄付するチャリティ。ゲスト:一色ほなみ ほか

### その他
- 裸のニュースステーション （2006年4月 - 2009年9月、パラダイステレビ） - キャスター
- NEWS ERO（2009年10月 - 2010年3月、パラダイステレビ） - キャスター